# Bryggeriet
Bryggeriet är en fristående alternativ supporterförening för Färjestad BK. Bryggeriet startade sin verksamhet 2013, efter att Carlstads Finest Crew, Bollklubben Supras och Övre Stå slogs ihop till en gemensam supportergrupp. Detta med syftet att skapa en levande supporterkultur på Färjestad BK:s läktare.
Namnet Bryggeriet kommer ifrån Färjestads Bryggeri i Karlstad.